# 62 Sagittarii
62 Sagittarii (62 Sgr / c Sagittarii / HD 189763 / HR 7650) es una estrella variable en la constelación de Sagitario de magnitud aparente media +4,51. Se encuentra en el extremo suroeste del Terebellum, asterismo formado por un cuadrilátero de estrellas. Situada a 448 años luz de distancia del sistema solar, es la más brillante entre las cuatro estrellas de este asterismo.
62 Sagittarii es una gigante roja de tipo espectral M4III con una fría temperatura de 3200 K. La medida de su diámetro angular (0,011 segundos de arco) permite calcular su radio; este es 162 veces más grande que el radio solar, o lo que es lo mismo, 0,76 UA. Si estuviese situada en el lugar del Sol, su superficie alcanzaría la órbita de Venus. Tiene una luminosidad 3000 veces mayor que la luminosidad solar.
62 Sagittarii es una variable irregular de tipo LB que recibe la denominación de variable V3872 Sagittarii. Su brillo varía entre magnitud +4,45 y +4,64.